# Todd megye (Dél-Dakota)
Todd megye az Amerikai Egyesült Államokban, azon belül Dél-Dakota államban található. Megyeszékhelye nincs; a szomszédos Tripp megye Winner nevű városa szolgál adminisztrációs központként. Legnagyobb városa Mission. Lakosainak száma 9319 fő (2020. április 1.). Todd megye Mellette, Cherry, Jackson, Bennett, Tripp és Keya Paha megyékkel határos.

## Népesség
A megye népességének változása:
| Lakosok száma | 9635 | 9856 | 9919 | 9982 | 9959 | 9319 |
|               | 2010 | 2011 | 2012 | 2013 | 2015 | 2020 |